# Ngatt
Ngatt est un village du Cameroun situé dans le département du Djérem et la région de l'Adamaoua. Il fait partie de la commune de Tibati.

## Population
Lors du recensement de 2005, le village était habité par 3 090 personnes, 1 490 de sexe masculin et 1 600 de sexe féminin.